# Constitution roumaine de 1923
Constitution de 1866 Constitution de 1938
La Constitution roumaine de 1923, parfois appelée Constitution d'Union, est la Constitution de la Roumanie de 1923 à 1938.
Elle a pour but de faire correspondre l'organisation de l'État avec le suffrage universel masculin et les nouvelles réalités issues de la Grande Union de 1918.

## Élaboration
Quatre projets de Constitution sont présentés : un issu du Parti national libéral, écrit en partie par Ion I. C. Brătianu ; un rédigé par R. Boilă à Cluj, sous l'influence du Parti national roumain ; un par Constantin Stere, représentant le point de vue du Parti des paysans ; et un quatrième par C. Berariu. À l'exception du projet de Stere, ces projets impliquaient toutes une chambre monocamérale, la représentation proportionnelle et une consultation populaire. En ce qui concerne l'organisation politique, les trois projets s'étaient inspirés de la Constitution de 1866. Quand les libéraux arrivent au pouvoir en 1922, ils proposent leur projet. La Constitution est adoptée le 26 mars 1923 par la Chambre des députés à 247 voix contre 8, avec 2 abstentions ; et le lendemain, 27 mars, par le Sénat à 137 voix contre 2, avec 2 abstentions. Le 28 mars, le roi Ferdinand Ier la sanctionne et elle entre en vigueur. Le 29 mars, elle est publiée au Moniteur officiel de Roumanie.

## Contenu
La Constitution comporte huit titres et 138 articles, dont 76 ne sont qu'une copie de la Constitution antérieure. Elle conserve les principes de souveraineté du peuple (exercée à travers ses représentants), de séparation de pouvoirs, d'État de droit et de décentralisation. Les droits et libertés sont reconnus pour chaque citoyen, sans regard de l'origine ethnique, de la langue, de la religion ou de la classe sociale; le droit de propriété est garanti, et, pour la première fois, les ressources géologiques sont nationalisées. Le Royaume de Roumanie est défini comme un "État national uni et indivisible", avec un territoire inaliénable. L'État garantit la liberté d'expression et de rassemblement, d'opinion et la liberté religieuse, l'Église orthodoxe roumaine étant déclarée la "religion de la grande majorité des Roumains et l'église dominante de l'État roumain, alors que l'Église grecque-catholique roumaine a la primauté sur les autres fois".
Le pouvoir législatif appartient au Parlement (composé du Sénat et de l'Assemblée des députés)[Quoi ?] et au Roi; le Roi possède le pouvoir exécutif mais le délègue au Conseil des ministres; et le pouvoir judiciaire revient aux cours et tribunaux centraux et locaux. Par rapport à 1866, le droit de vote est élargi puisqu'il est universel masculin, égal, direct, obligatoire et secret. L'Assemblée des députés est élue au suffrage universel alors que le Sénat est composé des membres élus par différents corps électoraux (la Chambre de commerce, de l'industrie, de l'agriculture et du travail, et par les enseignants, chacun divisés en collèges différents) et par les Sénateurs de droit : les héritiers du trône, les évêques des diocèses et des Métropolites de l'Église orthodoxe et de l'Église catholique-grecque, les dirigeants des confessions reconnues par l'État, le président de l'Académie roumaine, les anciens présidents du Conseil des ministres, les anciens ministres restés au moins six ans au gouvernement, les anciens présidents de chaque chambre législative qui ont exercé cette  fonction pendant au moins huit sessions ordinaires, les anciens sénateurs et députés élus au moins pour dix législatures, quelle qu'en ait été la durée, les anciens présidents de la Haute Cour de cassation et de justice, les généraux retraités ou de réserve; les anciens présidents des Assemblées nationales de Chișinău, Cernăuți et Alba Iulia, qui ont proclamé l'union de leurs provinces avec la Roumanie en 1918.  
Une section spéciale discute de l'opportunité de réserver le trône à la Maison de Hohenzollern, "de mâle en mâle, par ordre de primogéniture à l'exclusion perpétuelle des femmes et de leurs descendants". La personne du Roi est inviolable, ses actes sont contresignés par un ministre qui par cela s'en rend responsable.
Bien que la Constitution était indubitablement démocratique et moderne, elle contenait aussi des imperfections dans le fonctionnement des institutions étatiques. Par exemple, le Roi nomme le président du Conseil des ministres et organise les élections après. De plus, l'érosion de la démocratie devient possible. Le gouvernement agit de façon à être certain de conserver la majorité au parlement. Dans une démocratie normale, c'est le gouvernement qui représente le parlement et non l'inverse.
La Constitution de 1923 est abrogée le 27 février 1938 par celle de 1938. Elle a été partiellement rétablie après le coup d'État du 23 août 1944 et définitivement abrogée lorsque la Roumanie est devenue une république le 30 décembre 1947. Pendant cette dernière période, en juillet 1946, a eu lieu la seule révision importante de la Constitution.

### Traductions en français
- « Constitution roumaine du 28 mars 1923 », Revue du droit public et de la science politique en France et à l'étranger, t. XLI, no 2,‎ 2e trimestre 1924, p. IV (« Chronique constitutionnelle étrangère (Roumanie) »), p. 271-292 (lire en ligne).
- « Constitution du 29 mars 1923 », dans F.-R. Dareste, P. Dareste, J. Delpech et J. Laferrière (préf. d'E. Chavegrin), Les constitutions modernes : Europe, Afrique, Asie, Océanie, Amérique : traductions accompagnées de notices historiques et de notes explicatives, t. II : Europe : Hongrie à Yougoslavie, Paris, Sirey, 1929, 4e éd. (1re éd. 1883), 1 vol., 912, in-8o (24 cm) (OCLC 496641398, BNF 32012701, SUDOC 065035372), p. 355-379.